# خاخپرنسنب
خاخپرنسنب (انگلیسی: Khakheperresenb؛ زنده و فعال در ۱۹۰۰ پیش از میلاد مسیح) یک کاتب در دربار فرعون «سنوسرت دوم» در دوران مصر باستان بود.
وی نویسندهٔ کتاب «سخنان خاخپرنسنب» است.